# برونو التمان
برونو التمان (بالألمانية: Bruno Altmann)‏ (و. 1878 – 1943 م) هو مؤلف، وكاتب ألماني، ولد في غوسيف، كان عضوًا في الحزب الديمقراطي الاجتماعي الألماني، توفي عن عمر يناهز 65 عاماً.